# Volontaire civil à l'aide technique
Le Volontariat Civil à l’Aide Technique (VCAT) était un dispositif français actif de 2000 à mai 2010. 
Il offrait la possibilité aux ressortissants de l'Union européenne âgés de moins de 28 ans, dans le cadre du service national universel français, de contribuer au développement scientifique, économique, administratif, sanitaire et social, éducatif et culturel en outre-mer (sous réserve des restrictions instituées par l’article L111-2 du code du service national). À l’origine, « le volontariat vise à apporter un concours personnel et temporaire à la communauté nationale dans le cadre d’une mission d’intérêt général et à développer la solidarité et le sentiment d’appartenance à la Nation » (article L111-3). Dans la pratique, le volontariat civil permettait surtout aux jeunes diplômés de l’enseignement supérieur d’acquérir une première expérience professionnelle et à la fonction publique française d’outre-mer de disposer d’une manne de travailleurs qualifiés à bon marché puisque dispensés de cotisations sociales.
Le Volontariat Civil à l’Aide Technique a remplacé le Volontariat à l’Aide Technique (VAT) de l’ancien service national français qui était également un service civil. Les jeunes hommes pouvaient faire leur service national sous cette forme (durée 16 mois) dans un département ou un territoire d'Outremer. Bien que le service soit totalement civil, le statut des "VAT" était le statut militaire. Des jeunes femmes ont effectué un VAT, entre autres pour accompagner leur conjoint ou concubin. Le VAT était le pendant du Volontariat du Service National en entreprise (VSNE), lorsqu'on réalisait son service en étant employé par une entreprise privée à l'étranger et de la coopération pour ceux qui partait pour le compte d'une ONG ou du ministère des affaires étrangères dans un pays étranger.
L'entrée en vigueur du Service civique en mai 2010 a conduit à l'arrêt du volontariat à l’aide technique. Depuis le 14 mai 2010, date de l’entrée en vigueur du nouveau "contrat de service civique" créé par la loi du 10 mars 2010, la signature de nouveaux contrats de volontariat au titre du volontariat à l’aide technique n'est donc plus possible.